# Ciudad Real-Miguelturra
Ciudad Real-Miguelturra es una conurbación española situada en la provincia de Ciudad Real, España.
Esta área conurbana ha surgido del progresivo crecimiento de los núcleos de población de Ciudad Real y Miguelturra, creando una aglomeración de relevancia en toda la región con una población de más de 100.000 habitantes contando la población flotante, muy numerosa, sobre todo, en la capital. Forma la conurbación un centro industrial y de servicios con influencia tanto a nivel comarcal como regional. Más aún con la línea de alta velocidad con parada en la estación de Ciudad Real.

## Población
La población de los núcleos de Ciudad Real y Miguelturra, separados por escasos metros, ha experimentado un continuado e importante crecimiento durante los últimos años. Actualmente la población de Ciudad Real asciende a 74.921 habitantes (2012) y la de Miguelturra a 14.727 habitantes (2012). Consecuentemente la conurbación llega casi a los 90.000 habitantes siendo considerada la segunda aglomeración urbana de Castilla-La Mancha, después de Albacete. Aun así el volumen de población es apreciablemente mayor sobre todo gracias a la gran población flotante (no empadronada) de Ciudad Real que con los estudiantes de la UCLM cifrados en unos 9.000 aproximadamente y unos 6.000 residentes estimados por el Ayuntamiento de Ciudad Real y no empadronados, dejaría el tamaño de la conurbación en más de 100.000 habitantes.
Asimismo, cuenta con un área de influencia cercana a los 300.000 habitantes, que se extiende por casi toda la provincia de Ciudad Real y por zonas de la comarca de la Mancha toledana.

## Municipios
| Municipio            | Población 2020 | Población 2012 | Superficie | Densidad |
| -------------------- | -------------- | -------------- | ---------- | -------- |
| Ciudad Real          | 75 504         | 74 921         | 289,98     | 255,24   |
| Miguelturra          | 15 498         | 14 727         | 118,37     | 118,15   |
| Pozuelo de Calatrava | 3583           | 3363           | 99,67      | 29,65    |
| Carrión de Calatrava | 3099           | 3021           | 95,77      | 30,60    |
| Poblete              | 2667           | 2056           | 27,82      | 61,29    |
| Picón                | 668            | 702            | 59,57      | 11,70    |
| Total                | 101 019        | 98 790         | 691,18     | 139,16   |

## Economía
El sector terciario es el predominante en las economías de ambas ciudades. La conurbación se erige como centro comercial de las comarcas de Campo de Calatrava, La Mancha y La Mancha toledana. Igualmente es muy importante la industria alimentaria, la relacionada con el sector agrario, así como materiales para la construcción, productos químicos y fitosanitarios.
La investigación en I+D, más numerosas empresas de innovación se han situado en la conurbación, en el eje industrial entre ambas localidades. A su vez, el polígono industrial avanzado (P.I.A.), el Polígono de la carretera de Carrión, el polígono industrial Larache y la Zona industrial norte en Ciudad Real y el polígono la Estrella en Miguelturra agrupan a importantes empresas, industrias (siderurgia, construcción, serigrafía), multinacionales y grandes superficies (Carrefour, E.Leclerc, Decathlon, MediaMarkt, etc).
En el centro de Ciudad Real se agrupan multinacionales del ramo textil (Inditex, Sfera, H&M, C&A, Springfield, etc), restauración y comercio generalista.
En abril de 2009 se inaugura en Ciudad Real el Centro Comercial Puerta del AVE, que viene a aumentar el número de empresas y comercios del entramado comercial de la conurbación.

## Proyectos
Hay previstos dos proyectos:
- Centro Comercial Dulcinea, en la zona del Hospital General Universitario de Ciudad Real.
- Torres del AVE, megaproyecto urbanístico para crear 4 grandes torres de oficinas y viviendas en el parque empresarial y comercial Puerta del AVE.[1]

Sin embargo, dos proyectos de gran envergadura fueron a terminar en fracaso en los últimos años: 
- Reino de Don Quijote, al norte de Ciudad Real, gran proyecto de ocio con casinos y campos de golf tras el que estaba la empresa estadounidense de ocio Caesar. Actualmente tan solo están construidos y operativos los campos de golf.

- Aeropuerto de Ciudad Real, primer aeropuerto privado de España, actualmente cerrado y judicialmente intervenido.